# Банка (Бакеу)
Банка (рум. Banca) — село у повіті Бакеу в Румунії. Входить до складу комуни Дялу-Морій.
Село розташоване на відстані 232 км на північний схід від Бухареста, 37 км на південний схід від Бакеу, 92 км на південь від Ясс, 117 км на північний захід від Галаца.

## Населення
За даними перепису населення 2002 року у селі проживали 149 осіб, усі — румуни. Усі жителі села рідною мовою назвали румунську.